# لینکلن (نیومکزیکو)
لینکلن (به انگلیسی: Lincoln) یک منطقهٔ مسکونی در ایالات متحده آمریکا است که در شهرستان لینکلن، نیومکزیکو واقع شده‌است.